# Availles-sur-Seiche
Availles-sur-Seiche is een gemeente in het Franse departement Ille-et-Vilaine (regio Bretagne) en telt 512 inwoners (1999). De plaats maakt deel uit van het arrondissement Fougères-Vitré.

## Geografie
De oppervlakte van Availles-sur-Seiche bedraagt 11,2 km², de bevolkingsdichtheid is 45,7 inwoners per km².
De onderstaande kaart toont de ligging van Availles-sur-Seiche met de belangrijkste infrastructuur en aangrenzende gemeenten.

## Demografie
Onderstaande figuur toont het verloop van het inwonertal (bron: INSEE-tellingen).

1. ↑  Populations de référence 2022.